# Cacolo
Cacolo é uma cidade e município de Angola, na província da Lunda Sul, distando cerca de 141 quilómetros da capital da provincial.
Tem cerca de 30 mil 524 habitantes. É limitado a norte pelos municípios de Capenda Camulemba e Lubalo, a leste pelos municípios de Saurimo e Dala, a sul pelos municípios do Moxico e Cuemba, e a oeste pelos municípios de Quirima e Cambundi Catembo.
O município é constituído pela comuna-sede, correspondente à cidade de Cacolo, e pelas comunas de Alto Chicapa, Xassengue e Cucumbi.